# Bordley
Bordley är en ort i civil parish Hetton-cum-Bordley, i kommunen North Yorkshire, Storbritannien. Den ligger i grevskapet North Yorkshire och riksdelen England, i den centrala delen av landet, 300 km norr om huvudstaden London. Bordley var en civil parish 1866–2012 när blev den en del av Hetton cum Bordley. Civil parish hade 69 invånare år 2001. Byn nämndes i Domedagsboken (Domesday Book) år 1086, och kallades då Borelaie.